# Shikoku
Shikoku (四 国 (Shikok) (Tứ Quốc)/ しこく/ シコク) là một trong chín vùng địa lý, cũng là một trong bốn đảo chính của Nhật Bản và là đảo nhỏ nhất trong số đó.

## Hành chính
Vùng Shikoku thực ra bao trùm toàn bộ đảo Shikoku và cả một số đảo nhỏ xung quanh. Shikoku trong tiếng Nhật nghĩa là "bốn xứ", chỉ bốn tỉnh trước đây ở vùng này. Nay gồm bốn tỉnh mới là Ehime, Kagawa, Kochi và Tokushima.

## Địa lý

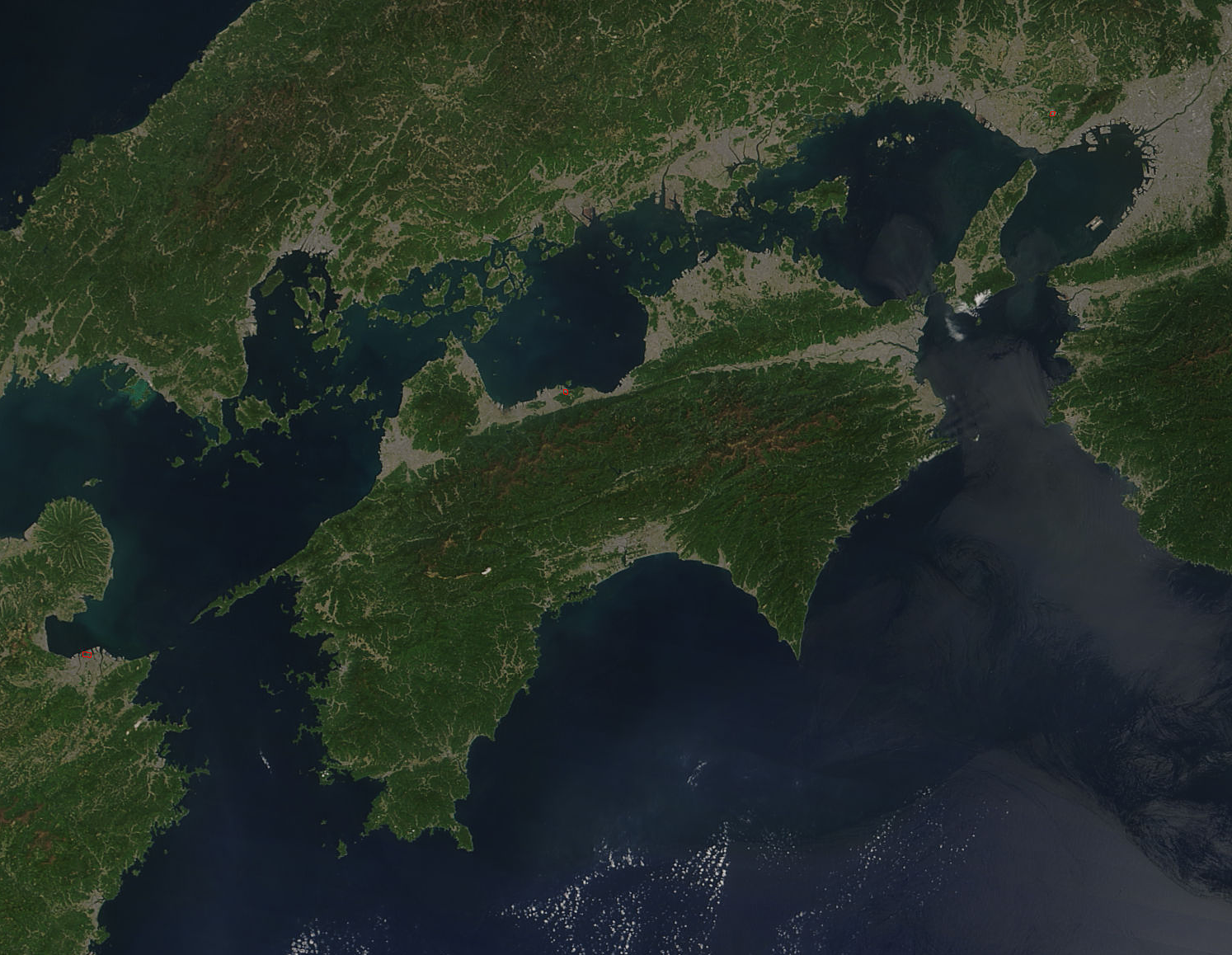
Đảo Shikoku